# فرودگاه بین‌المللی فورت ولی
فرودگاه بین‌المللی فورت ولی (به انگلیسی: Federal del Valle del Fuerte International Airport) (به زبان بومی: Aeropuerto Federal del Valle del Fuerte) یک فرودگاه همگانی مسافربری با کد یاتا LMM است که یک باند فرود آسفالت دارد و طول باند آن ۲۰۰۰ متر است. این فرودگاه در کشور ایالات متحده آمریکا قرار دارد و در ارتفاع ۵ متری از سطح دریا واقع شده است.

## نگارخانه

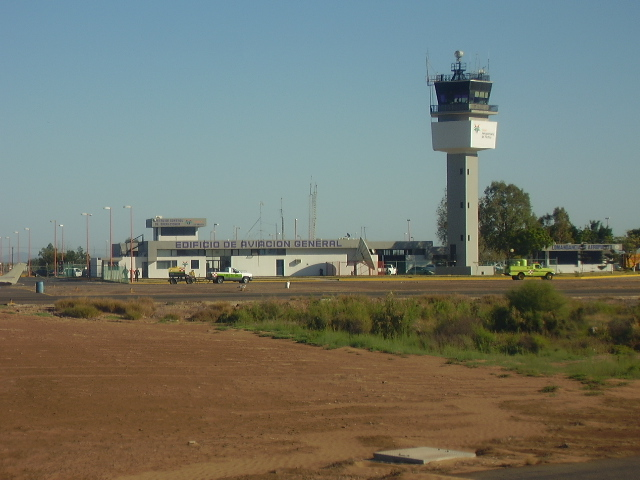
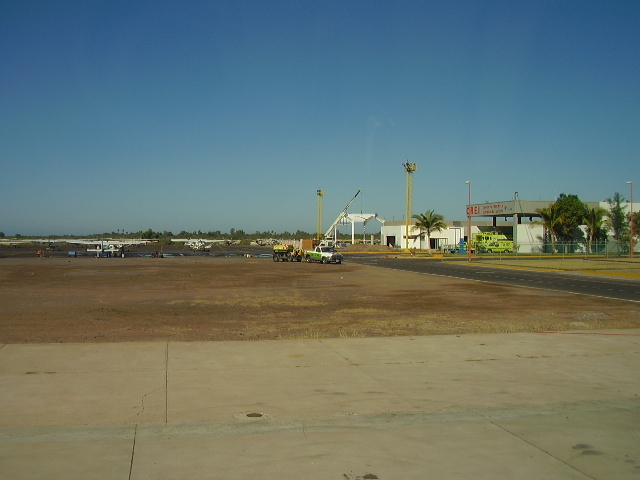
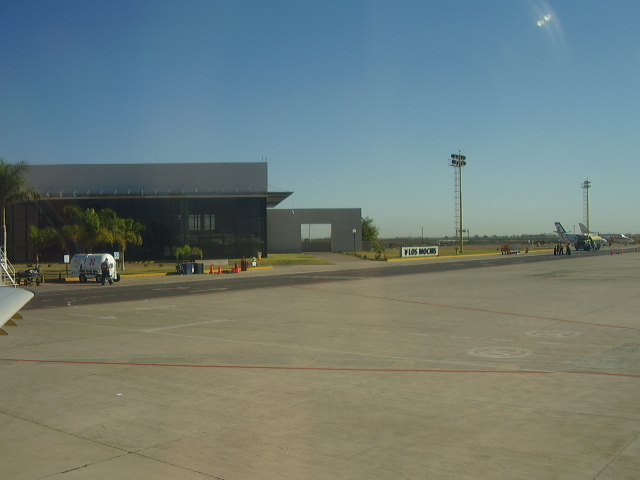